# Arash Motaraghebjafarpour
Arash Motaraghebjafarpour (Mashhad, 19 marzo 2003) è un calciatore svedese di origine iraniana, difensore del Kalmar.

## Biografia
È nato a Mashhad in Iran, ma all'età di nove anni si è trasferito con la famiglia a Uppsala, città svedese in cui vivevano già alcuni parenti.

## Carriera

### Club
La sua prima squadra svedese a livello giovanile è stata l'IFK Uppsala. All'età di quattordici anni è entrato a far parte dell'Uppsala-Kurd, con cui ha poi debuttato quindicenne in prima squadra nel campionato di Division 3, corrispondente alla quinta serie nazionale. L'anno seguente, nel 2019, con la squadra nel frattempo scesa in sesta serie, ha contribuito alla risalita in Division 3.
Ha poi iniziato la stagione 2020 al Dalkurd, squadra che nel frattempo aveva spostato la propria sede a Uppsala ed aveva anche assorbito il settore giovanile dell'Uppsala-Kurd. Il 25 luglio 2020 Motaraghebjafarpour ha esordito nel campionato di Superettan in occasione dell'incontro perso 4-1 contro il Trelleborg. In totale, a fine torneo le presenze sono state tre, a cui si sono aggiunte quattro partite giocate con l'Uppsala-Kurd in quinta serie. Il Dalkurd ha terminato la Superettan 2020 retrocedendo.
Nel corso della Ettan 2021, Motaraghebjafarpour ha trovato maggiore spazio con 11 presenze, di cui 9 da titolare, ed una rete. L'annata seguente, disputata in Superettan 2022 grazie alla promozione ottenuta al termine della stagione precedente, egli si è ritagliato uno spazio ancora maggiore, avendo giocato 25 partite di campionato, delle quali 18 partendo dal primo minuto. Il Dalkurd ha però terminato la stagione con una nuova retrocessione in Ettan.
Il 22 marzo 2023, prima dell'inizio del campionato di quell'anno, Motaraghebjafarpour è stato ufficialmente ceduto a titolo definitivo al Kalmar, club della massima divisione svedese. Il suo primo campionato di Allsvenskan lo ha trascorso partendo prevalentemente dalla panchina, avendo collezionato 18 presenze di cui però solo una da titolare.

### Nazionale
Ha giocato nella nazionale svedese Under-19.

## Statistiche

### Presenze e reti nei club
Statistiche aggiornate al 3 maggio 2024.
| Stagione        | Squadra         | Campionato      | Campionato | Campionato | Coppe nazionali | Coppe nazionali | Coppe nazionali | Coppe continentali | Coppe continentali | Coppe continentali | Altre coppe | Altre coppe | Altre coppe | Totale | Totale | Totale |
| Stagione        | Squadra         | Comp            | Pres       | Reti       | Comp            | Pres            | Reti            | Comp               | Pres               | Reti               | Comp        | Pres        | Reti        | Pres   | Reti   |        |
| --------------- | --------------- | --------------- | ---------- | ---------- | --------------- | --------------- | --------------- | ------------------ | ------------------ | ------------------ | ----------- | ----------- | ----------- | ------ | ------ | ------ |
| 2020            | Dalkurd         | S1              | 3+2        | 0          | CS+CS           | 0+1             | 0               |                    | -                  | -                  |             | -           | -           | 6      | 0      |        |
| 2021            | Dalkurd         | D1              | 11+2       | 2+0        | CS+CS           | 3+0             | 0               |                    | -                  | -                  |             | -           | -           | 16     | 2      |        |
| 2022            | Dalkurd         | S1              | 25         | 2          | CS+CS           | 0               | 0               |                    | -                  | -                  |             | -           | -           | 25     | 2      |        |
| 2023            | Kalmar          | A               | 18         | 0          | CS+CS           | 0+1             | 0               | UECL               | 0                  | 0                  |             | -           | -           | 19     | 0      |        |
| 2024            | Kalmar          | A               | 7          | 0          | CS+CS           | 3+0             | 0               |                    | -                  | -                  |             | -           | -           | 10     | 0      |        |
| Totale carriera | Totale carriera | Totale carriera | 67         | 4          |                 | 8               | 0               |                    | 0                  | 0                  |             | -           | -           | 75     | 4      |        |